# Joseph Sayrou
Joseph Sayrou est un joueur français de rugby à XV, né le 12 août 1898 à Toulouges et mort le 29 juillet 1975 à Torreilles, mesurant 1,75 m pour 105 kg, ayant occupé le poste de pilier droit en sélection nationale et à l'Union sportive perpignanaise. Il fut le créateur de la Sarouette ou « presse catalane », technique de sortie de mêlée qui esquinta les oreilles de nombreux adversaires. Il était viticulteur. Il a donné son nom au stade municipal de Torreilles.
Son frère, Louis Sayrou, a également joué pour l'US perpignan (devenu ensuite l'USAP après une fusion) en XV puis au XIII Catalan en XIII.

## Palmarès
En sélection
- 9 sélections en équipe de France, de 1926 à 1929 (participation à 3 Tournois des Cinq Nations)
- Vainqueur du Pays de Galles pour la 1re fois en 1928, à Colombes

Avec l'US Perpignan
- Championnat de France de première division :
  - Champion (1) : 1925
  - Vice-champion (2) : 1924 et 1926